# Kirill Karpov
Kirill Anatolyevich Karpov (tiếng Nga: Кирилл Анатольевич Карпов; sinh ngày 28 tháng 2 năm 1997) là một cầu thủ bóng đá người Nga. Anh thi đấu cho F.K. Shinnik Yaroslavl.

## Sự nghiệp câu lạc bộ
Anh có màn ra mắt tại Giải bóng đá Quốc gia Nga cho F.K. Shinnik Yaroslavl vào ngày 15 tháng 4 năm 2018 trong trận đấu với F.K. Orenburg.